# Ладыженский, Максим Алексеевич
Максим Алексеевич (Савинович) Ладыженский (ум. после 1653) — русский военачальник и дипломат из дворянского рода Ладыженских.
В 1627 году получил чин стольника. Воевода в Лебедяни (1635). Основатель Чугуева, где в 1638—1639 руководил возведением Чугуевской крепости. За быстроту постройки крепости был награждён царским правительством. Голова в походе на Белгород (1646). Воевода в Новосиле (1647—1648). Ездил за государем и царицей (1650), посланник в Крым (1652). Участвовал в посольстве Василия Бутурлина в Малороссию по приведению запорожских казаков к присяге царю Алексею Михайловичу.
Имел поместья близ Алексина.

## Семья
Родился в семье стрелецкого пятидесятника Алексея-Савина Ефремовича Ладыженского. Был женат на Прасковье Васильевне Ладыженской (ум. после 1673). Имел двух сыновей — Евфима (1625—1667) и Тимофея (ум. до 1685).